# Министр иностранных дел Люксембурга
Министр иностранных дел Люксембурга (фр. Ministre des Affaires étrangères du Luxembourg, люкс. Ausseministere vu Lëtzebuerg) — министерский пост в люксембургском кабинете. Министр иностранных дел ответствен за определение внешней политики Люксембурга и представления правительства за границей.
Должность министра иностранных дел непрерывно существовала, начиная с обнародования первой конституции Люксембурга, в 1848 году. До 1937 года должность соединялась одновременно с должностью премьер-министра Люксембурга, таким образом, избавляя эту должность от любого истинного назначения как службы. Однако в 1937 году Жозеф Беш ушёл в отставку как премьер-министр, но был немедленно вновь назначен министром иностранных дел сменившего его на должности премьер-министра Пьера Дюпона. Когда Беш стал премьер-министром снова, в 1953 году эти две должности были объединены ещё раз. За последующие двадцать шесть лет, эти две должности отделялись и объединялись ещё два раза. Однако с 1979 года эти две должности остаются в отдельных руках.
С 24 марта 1936 года название министра иностранных дел было официальным, хотя должность было неофициально известна с тем же названием начиная с его создания. От создания должности до 28 ноября 1857 года министр назывался генеральным администратором. С 1857 по 1936 годы министр назывался генеральным директором.

## Министры иностранных Люксембурга с 1848 года
- Гаспар Теодор Игнас де ла Фонтен (1 августа — 2 декабря 1848);
- Жан-Жак Вильмар (2 декабря 1848 — 23 сентября 1853);
- Шарль Матиас Симонс (23 сентября 1853 — 26 сентября 1860);
- барон Виктор де Торнако (26 сентября 1860 — 3 декабря 1867);
- Эммануэль Серве (3 декабря 1867 — 26 декабря 1874);
- барон Феликс де Блохаузен (26 декабря 1874 — 20 февраля 1885);
- Эдуар Тильж (20 февраля 1885 — 22 сентября 1888);
- Поль Эйшен (22 сентября 1888 — 11 октября 1915);
- Матиас Монжена (12 октября — 6 ноября 1915);
- Юбер Люц (6 ноября 1915 — 24 февраля 1916);
- Виктор Торн (24 февраля 1916 — 19 июня 1917);
- Леон Кауффманн (19 июня 1917 — 28 сентября 1918);
- Эмиль Рейтер (28 сентября 1918 — 20 марта 1925);
- Пьер Прюм (20 марта 1925 — 16 июля 1926);
- Жозеф Беш (16 июля 1926 — 2 марта 1959);
- Эжен Шаус (2 марта 1959 — 15 июля 1964);
- Пьер Вернер (15 июля 1964 — 3 января 1967);
- Пьер Грегуар (3 января 1967 — 6 февраля 1969);
- Гастон Торн (6 февраля 1969 — 22 ноября 1980);
- Колетт Флеш (22 ноября 1980 — 20 июля 1984);
- Жак Поос (20 июля 1984 — 7 августа 1999);
- Лидие Польфер (7 августа 1999 — 20 июля 2004);
- Шарль Гёренс (20 июля 2004 — 31 июля 2004);
- Жан Ассельборн (31 июля 2004 — 17 ноября 2023);
- Ксавье Беттель (с 17 ноября 2023);